# Utva C-3 Trojka
Utva BC-3 Trojka (srbsky Утва БЦ-3 Тројка) byl lehký cvičný letoun postavený v Jugoslávii krátce po druhé světové válce. Tento projekt se zúčastnil soutěže vyhlášené velením letectva o vývoj nových domácích letadel pro potřeby aeroklubů. Tento jednomotorový letoun navrhli Boris Cijan a Djordje Petkovič (Brale). Prototyp byl označen jako Ikarus 251 (resp. Ikarus BC-3 Trojka) a sériová letadla byla vyráběna jako Utva C-3 Trojka.

## Vznik a vývoj
Společnost Utva byla založena v Zemunu v roce 1937 jako družstvo pro výrobu kluzáků. V letech 1939/1940 se už jako letecká továrna Utva přemístila na letiště v Pančevu nedaleko Bělehradu, kde začala servisovat výcviková letadla Bücker. Po válce začala továrna nejprve opravovat letadla a vyrábět vybavení. Od roku 1948 začala vyrábět lehká sportovní a cvičná letadla. Vítězný návrh ze státní soutěže realizovala stavbou prototypu společnost Ikarus jako Ikarus 251. Sériová výroba letadel pod označením C-3 Trojka byla svěřena továrně Utva v Pančevu, která do konce roku 1949 vyrobila 80 těchto letadel, která se díky dobrým letovým vlastnostem a nízké spotřebě brzy stala mezi piloty Federální pilotní školy v Rumě a aeroklubů po celé zemi velmi oblíbenými. Letoun Utva C-3 byl určen pro základní výcvik pilotů vzdušných sil a v aeroklubech. Byl to dvoumístný dolnoplošník s pevným podvozkem. Instruktor a student seděli vedle sebe v uzavřené kabině se střešním oknem. Model byl vyráběn do poloviny 50. let. Zprvu byl osazen čtyřválcovým invertním motorem Walter Mikron III, později silnějším motorem Walter Minor 4-III.
V roce 1956 byl tento letoun nahrazen typem Utva Aero 3.   

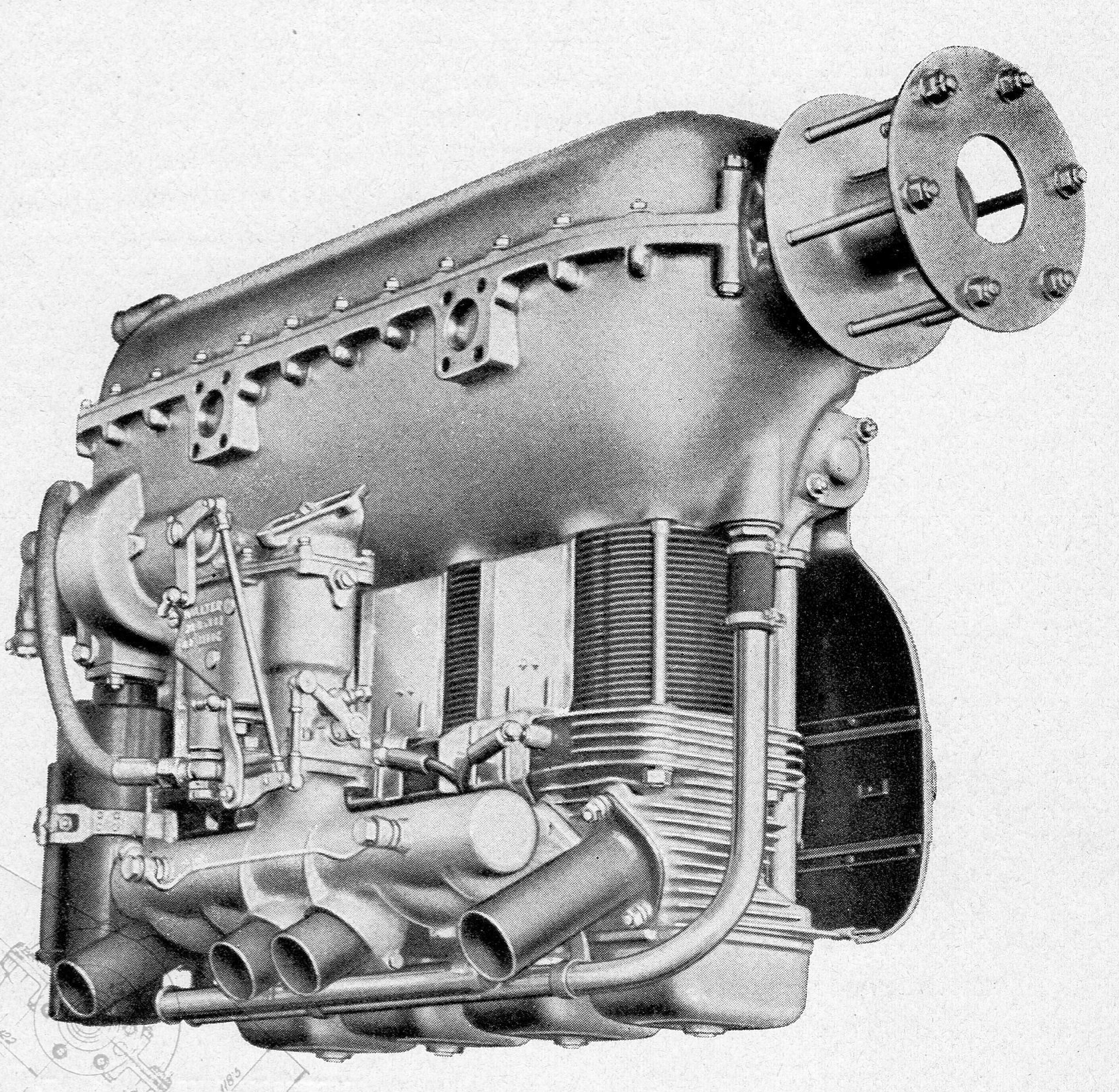
Walter Mikron III (1946)

## Popis letounu
Nosná konstrukce letounu byla ze dřeva, průřez trupu byl oválný. Trup byl potažen impregnovaným plátnem. Uvnitř trupu byla prostorná kabina, ve které seděl instruktor a pilot-žák vedle sebe. Letadlo mělo zdvojené řízení. Kabina byla zakryta střešním oknem z plexiskla, které se otevíralo tahem dozadu.
Křídla byla dřevěná, konzolová a samonosná lichoběžníkového tvaru s mírně zaoblenými konci. Byla potažena impregnovaným plátnem. Ocasní plochy letounu byly rovněž vyrobeny ze dřeva a potaženy byly impregnovaným plátnem. Pevný podvozek měl kola s nízkotlakými pneumatikami.
Letoun byl vybaven vzduchem chlazeným čtyřválcovým invertním motorem Walter Mikron III nebo Walter Minor 4-III. Motor nezakrýval výhled pilota ani žáka. Výfukové potrubí z motoru bylo vedeno skrz kapotu motoru na spodek letadla, takže hluk z výfuku nerušil posádku v kabině. Motorové lože byla ocelová konstrukce. Motor a lože byly potaženy krytem z hliníkového plechu. 

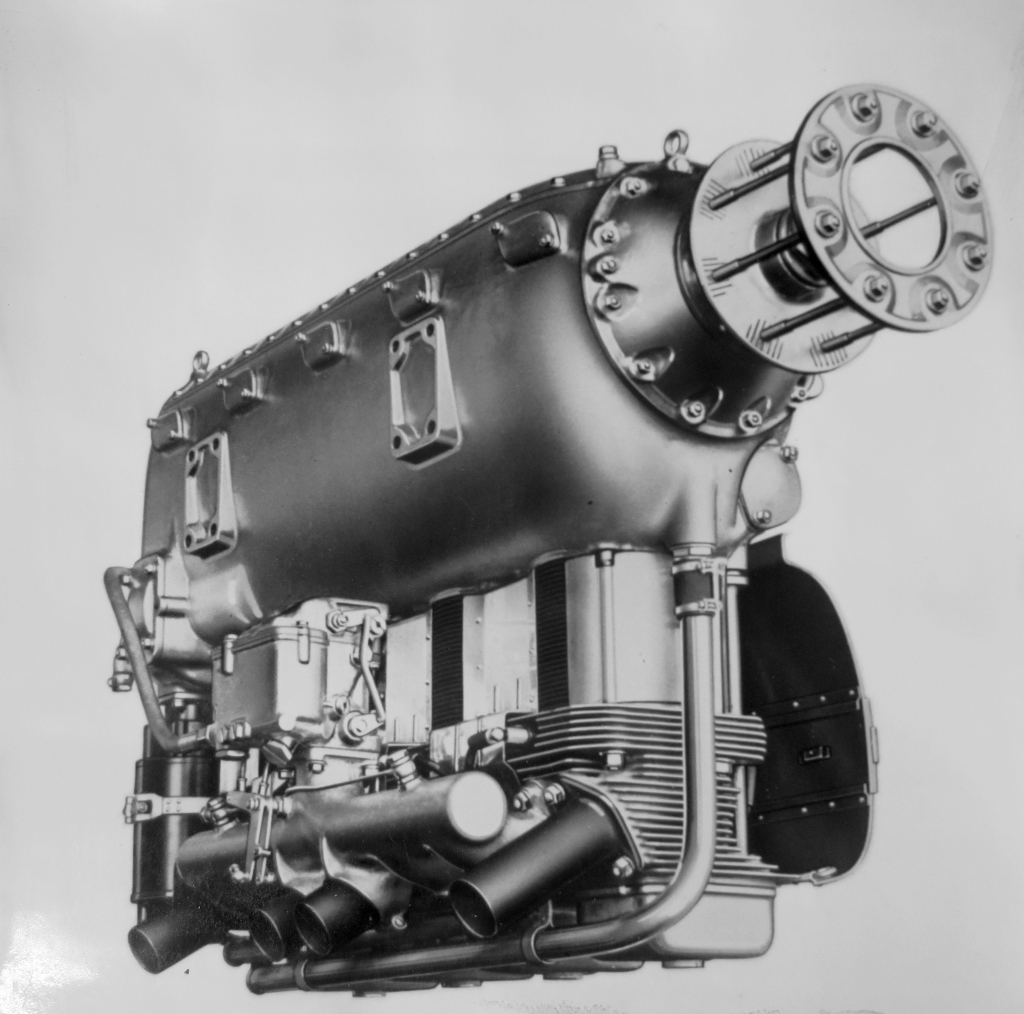
Walter Minor 4-III (1946)

## Dochované exempláře
Jeden dochovaný exemplář tohoto letounu s imatrikulací YU-CGT je v Technickém muzeu v Záhřebu, kde je vystaven jako muzeální vzorek. Několik dalších je umístěno v aeroklubech, ať už jsou rekonstruovány, nebo jednoduše drženy ze sentimentálních důvodů. 

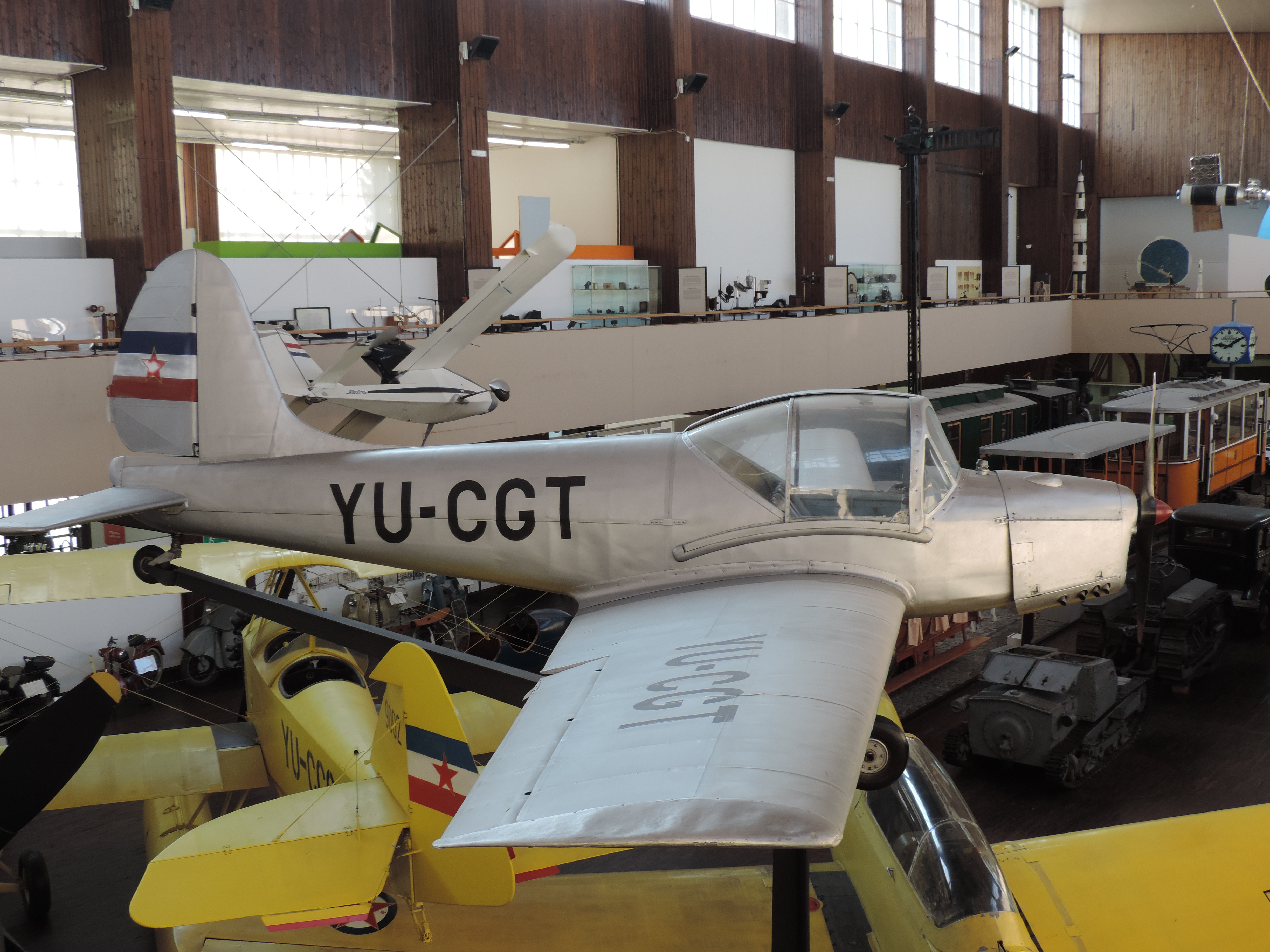
Utva C-3 Trojka v Technickém muzeu v Záhřebu

## Uživatelé
- Jugoslávie
  - Jugoslávské letectvo
  - Letecké středisko Maribor (nejstarší slovinský aeroklub)

## Specifikace
Údaje dle

### Technické údaje
- Osádka: 2 (instruktor, žák)
- Rozpětí: 10,49 m
- Délka: 8,84 m
- Výška: 2,08 m
- Nosná plocha: 15,5 m2
- Hmotnost prázdného letadla: 374 kg
- Vzletová hmotnost: 602 kg
- Pohonná jednotka: 
  - pístový invertní vzduchem chlazený čtyřválec Walter Mikron III o vzletové výkonnosti 51,5 kW (70 k) při 2800 ot/min
  - pístový invertní vzduchem chlazený čtyřválec Walter Minor 4-III o vzletové výkonnosti 77 kW (105 k) při 2500 ot/min
- Vrtule: pevná dřevěná vrtule

### Výkony
- Cestovní rychlost: 130 km/h
- Max. rychlost: 166 km/hod
- Praktický dostup: 3 900 m
- Dolet: 605 km